# 遠藤俊通
遠藤 俊通／遠藤 秀隆（えんどう としみち／えんどう ひでたか）は、戦国時代から江戸時代初期にかけての武将。宇喜多氏の家臣。通称は喜三郎。遠藤与市左衛門の子。子に遠藤三郎兵衛、遠藤秀安、遠藤孫兵衛。官途は修理亮。備前赤坂郡正崎城、3,000石を知行する。

## 生涯
遠藤与市左衛門の子として阿波国で誕生。兄に遠藤秀信、遠藤秀清がいる。
遠藤氏の本貫地は遠江国であるが、生国の阿波国から備中国・美作国などを転々としたのち、宇喜多直家に仕えた。
備中国において一大勢力となった三村氏に対し、正攻法での衝突は避けたい宇喜多直家から、永禄9年（1566年）に三村家親暗殺の密命を受けて実行し、兄・秀清とともに見事成功させた。
遠藤兄弟は火縄銃の扱いに長けていた上、備中成羽時代に三村家親の顔を見知っていたため刺客として選ばれた。ところが、遠藤兄弟自身は容易に成功するとは思っておらず、遠藤兄弟からの｢失敗した折には生きて帰れぬであろうから、残された家族を宜しくお願いしたい｣旨の申し出を直家が快諾したと逸話がある。
暗殺は美作攻略のため当地に進出していた三村一族が軍議を開いていた夜の興善寺にて実行された。首尾よく陣中に忍び込み狙いを定めて発砲し三村家親に命中させたが、陣中に動揺の色は見られなかった。この点をいぶかしみつつも遠藤兄弟は銃弾命中の報告をしたが直家は当初暗殺成功を信じなかった。これは遠藤兄弟の放った銃弾は見事に三村家親を撃ち抜いていたものの、三村家重臣・三村親成が機転を利かして陣中を上手く纏め、親成に代行指揮された三村家の軍勢は整然としていたためであった。しかし、家親の体調不良を理由に備中松山へ引き上げた後、家親の死が発表されてようやく直家は暗殺の成功を認めた。なお、これは杉谷善住坊が元亀元年（1570年）に織田信長を火縄銃により暗殺しようと企んだ事例より4年早い事例であり、銃による要人狙撃事件としては最も早かったともされている。
以後は直家の子・秀家にも仕え、各地を転戦したが、慶長5年（1600年）の関ヶ原の戦い後、隠退することとなる。元和6年8月4日（1619年9月11日）に87歳で死去。法名は慶寿。墓は備前国赤坂郡西中村（現岡山県赤磐市山陽）にあったという。
子は3人いたがその内、孫兵衛の家系が岡山藩士となった。